# Ring of Dreams
Ring of Dreams is een Nederlandse bioscoopdocumentaire uit 2019 van regisseur Willem Baptist. De film ging op 10 april 2019 in première tijdens het Visions du Réel documentaire festival in Zwitserland in de Grand Angle sectie. In de Verenigde Staten beleefde de film haar première op het Atlanta International Filmfestival. In Canada werd de film vertoond op het Montreal International Documentary Film Festival (RIDM). Op 14 november 2019 had de film haar theaterroulatie in Nederland. Op het Nederlands Film Festival werd de film door de Kring van Nederlandse Filmjournalisten genomineerd voor een Prijs van de Nederlandse Filmkritiek.
Ring of Dreams werd op 11 maart 2020 door de KRO-NCRV uitgezonden op NPO 2.

## Inhoud
Met Ring of Dreams toont Baptist ons een blik achter de schermen bij het professioneel worstelen. In een feelgood essayfilm die balanceert tussen fictie en documentaire, fantasie en werkelijkheid worden enkele veteranen en aspirant worstelaars gevolgd in hun carrière. De centrale locatie is de worstelorganisatie Pro Wrestling Holland (PWH). De boodschap die de film uitdraagt is dat dromen niet moeten worden opgegeven, maar het waard zijn om voor te vechten.
Hoofdpersonage van de film is de gemaskerde Amsterdamse worstelaar en trainer Tengkwa, die bekend staat als een van de meest technisch begaafde worstelaars uit Nederland. Andere worstelaars die aan bod komen zijn Emil Sitoci, UFO Joe, El Chico, Christian Ace, Dirty Dragan, Michael Dante en 'Sexy' Scotty Valentine. Ook is er een korte verschijning van Kenzo Richards. In de film zien we hoe Tengkwa nieuwe leerlingen traint, gevestigde worstelaars reflecteren op hun carrière en volgen we de voortgang van nieuweling Christian Ace; van eerste aanmelding bij de worstelschool tot en met zijn eerste match voor publiek.
Baptist vatte in een interview met de Filmkrant de film samen als: "Een ode aan de dromen die we allemaal hebben; de behoefte om onszelf te ontstijgen en ons eigen lot te bepalen." Over de stijl van de film, die veelal meegaat met de fantasie en het spel van de worstelaars, zegt Baptist: "Ik heb dat uitvergroot, we spelen allemaal een rol in het leven."

## Ontvangst
De film werd positief ontvangen door recensenten. De Volkskrant, Film Totaal, Indebioscoop.com en Cinemagazine beoordeelden de film met vier sterren. NRC en Het Parool deelden drie sterren uit. De Volkskrant schreef: “Documentaire over showworstelen is raak en op momenten ontroerend. Regisseur Willem Baptist neemt zijn helden en hun dromen serieus, zonder de ernst te overdrijven.” De Filmkrant schreef: “De wereld van het showworstelen in Nederland is komedie en drama ineen. Met absurde beeldhumor trekt Baptist ons hun echte, zelfgecreëerde wereld in. Door deze charmante documentaire laten we ons maar al te graag belazeren.” Het juryrapport van de Kring van Filmjournalisten vermeldde: “Verbazingwekkend inkijkje in de gewelddadige en superheldhaftige wereld van het show-worstelen. Zelfs wie niets weet of denkt te willen weten over de schaarse clubs in Nederland, blijft ademloos geboeid.”

## Media
Naar aanleiding van de theaterroulatie van de film maakte EenVandaag een rapportage over de worsteltrainingen bij Pro Wrestling Holland. Tengkwa, Ufo Joe en regisseur Baptist waren te gast bij Beau, een praatprogramma van Beau van Erven Dorens. Worstelaar Dirty Dragan lichtte zijn carrière en de documentaire toe in een praatprogramma van RTVNoord. Worstelaar Joël Vox benadrukte in een interview met BN DeStem dat hij hoopte dat de documentaire vooroordelen zou wegnemen over pro-wrestling. "Worstelen is niet nep." Ook bevestigde hij dat er veel dromen sneuvelen: "Alle jonge jongens die in de documentaire voorbij komen die hun carrière wilden beginnen, zijn ondertussen al weg. Dat zegt wel wat."